# Johann Rudolf Wettstein
Johann Rudolf Wettstein (Bazel, 27 oktober 1594 - aldaar, 12 april 1666) was een Zwitserse diplomaat aan het einde van de Dertigjarige Oorlog en burgemeester van Bazel.

## Biografie
Wettstein was de zoon van een van wijnboer uit Russikon in het Zürcher Oberland die in het plaatselijke ziekenhuis werkzaam als magazijnmeester, maar bevorderd werd tot regent. Van 1600 tot 1608 volgde Wettstein onderwijs aan de universiteit. Daarna werkte hij bij advocatenkantoren in Yverdon-les-Bains en Genève. In 1610 opende hij zelf een praktijk. Vervolgens trouwde hij in 1611 met hij met de vijf jaar oudere Anna Maria Falkner. In 1616 ontvluchtte hij zijn familie en was tijdelijk in dienst van de republiek Venetië. Terug in Bazel maakte hij een glansrijke carrière en werd in 1620 verkozen in de raad van de stad. In 1645 werd verkozen tot burgemeester van Bazel.
In 1646/47, tijdens de onderhandelingen voor de Vrede van Westfalen in Münster en Osnabrück was Wettstein gezant van de Zwitserse Confederatie. Hij voer met de twee zonen naar Wesel en vervolgens in een boerenkar naar de stad waar de vredesonderhandelingen plaatsvonden. Na lange, taaie en adequate onderhandelingen - Bern en Zürich hadden zich uitgesproken voor een aansluiting bij Zweden - bereikte hij in 1648 de afscheiding van de Confederatie van het Heilige Roomse Rijk. Het zwakke Zwitserland stelde zich vervolgens onder protectie van Frankrijk.
In de Zwitserse Boerenoorlog van 1653 speelde hij een belangrijke rol om ervoor te zorgen dat de zeven leiders werden berecht en publiekelijk onthoofd.
Wettstein wordt beschouwd als een van de bekwaamste politici van zijn tijd, maar ook als een belangrijke exponent van de absolutistische tendensen binnen de Confederatie van de XIII kantons.